# Colonia 24 de Julio
Colonia 24 de Julio är en ort i Mexiko.   Den ligger i kommunen Villa de Zaachila och delstaten Oaxaca, i den sydöstra delen av landet, 400 km sydost om huvudstaden Mexico City. Colonia 24 de Julio ligger 1 561 meter över havet och antalet invånare är 958.
Terrängen runt Colonia 24 de Julio är kuperad åt sydost, men åt nordväst är den platt. Terrängen runt Colonia 24 de Julio sluttar västerut. Runt Colonia 24 de Julio är det ganska tätbefolkat, med 67 invånare per kvadratkilometer. Närmaste större samhälle är Oaxaca de Juárez, 16,0 km norr om Colonia 24 de Julio. Trakten runt Colonia 24 de Julio består till största delen av jordbruksmark.